# Jason Matthews
Jason Matthews (ur. 28 lipca 1970 w Hackney) – brytyjski bokser, były mistrz świata WBO w wadze średniej.

## Kariera zawodowa
Jako zawodowiec zadebiutował 1 lipca 1995 roku. Pokonał przez nokaut w 4 rundzie Chrisa Richardsa. Do końca 1998 roku stoczył kolejne 18 walk, z których 17 wygrał i 1 przegrał, zdobywając pas WBO Inter-Continental, który utracił w trzeciej obronie na rzecz Lorenta Szado.
27 lutego 1999 roku zdobył mistrzostwo wspólnoty brytyjskiej w wadze średniej, pokonując przez dyskwalifikację w 7 rundzie Paula Jonesa. 17 lipca zdobył tymczasowe mistrzostwo świata WBO, nokautując w 2 rundzie Ryana Rhodesa.
W listopadzie został pełnoprawnym mistrzem, ponieważ Bert Schenk został pozbawiony tytułu. 27 listopada w pierwszej obronie tytułu zmierzył się ze Szwedem Armandem Krajncem. Matthews przegrał przez techniczny nokaut w 8 rundzie i utracił swój tytuł.